# ミニゴルフ (コンピューターゲーム)
『ミニ ゴルフ』 (Mini Golf) は、1985年4月6日にナムコ（現・バンダイナムコエンターテインメント）から発売されたMSXパソコン用ゲーム。ナムコットゲームセンターシリーズの第11弾。

## 概要
今までは『パックマン』をはじめ、『ボスコニアン』までとする過去10作品はアーケードゲームから移植されたものだった。本作はMSXパソコンならび家庭用ゲーム機初のオリジナルゲームとして発売。
ナムコ初のゴルフゲームでもある。

## 特徴
- 操作がわかりやすく、手順は常にコメントとして画面に表示される。
- グリーンの芝目が複雑に構成され、より本物に忠実なパッティング感覚が生み出されている。
- クラブや打球の方向の基準は、コンピュータが指示してくれる。

## 基本操作
クラブ選定（SELECT CLUB）
カーソルキーを上下して、クラブを選定。決定したら、スペースキーを押す（途中で変更する場合は、Xキーで取り消すことが可能）。
飛び方向選択（SELECT DIRECTION）
ボールを飛ばす方向を選ぶ。カーソルキーの上下で90度ずつの方向、左右で微妙な方向を調整。決定したら、スペースキーを押す（取り消しは、Xキー）。
パワー調整（SELECT POWER）
ゲーム画面の右側に表示されているインジケーターの目盛りが多いときにスペースキーを押すと、ボールが強く打たれ、遠くまで飛んでいく。
スペースキーを押す前に、カーソルキーでインジケーターの上の矢印を動かすと、 スライスやフック、バック・スピンをかけることが可能（クラブによっては、かからないものもある）。

## コンピューターキャディー機能
プレイ中、クラブや方向に関してコンピュータが選択してくれる。変更可能。
常にコンピュータの指示がベストとは限らないため、ある程度の注意が必要。タイトル画面の時にセレクトキーを押すと、この機能を解除できる。

## ゲームモード
1人用（ONE PLAYER）
- 1人で18ホールを回るモード。インとアウトが終了すると、総ストローグ数（総打数）が表示される。

ストローグ・プレイ（STROKE PLAY）
- 2人で18ホールを回り、総ストローグ数を競い合うモード。
- ボールは、1プレイヤーは白、2プレイヤーは赤。2ホール以降は、前のホールで打数が少ないほうがオーナーとなって、先にティー・ショット（第1打）を打つ。2打目からは、グリーンの遠い方から打っていく。

マッチプレイ（MATCH PLAY）
- 2人で各ホールごとに勝ち負けを決め、勝ったホール数を競い合うモード。
- ストローグ・プレイ同様、1プレイヤーは白、2プレイヤーは赤のボールを使用。
- 『OKボール』という、グリーンに乗ったボールについて、パットしなくても次の1打で入るものと相手プレイヤーが認めるルールがある。

## コース構成
ティーグランド
全てのコースは、ここからスタート。
風見鶏
パーの方向に風が吹いている。風が悪いとショット後のボールに大きく影響する。
バンカー
砂地の部分。サンドウェッジ以外のクラブは全て最悪のコンディションとなる。
フェアウェイ
ティーグランドとグリーンを結ぶ芝の整備された部分。ここでは全てのクラブが最良のコンディションで使用可能。
ラフ
フェアウェイのまわりの芝の整備されていない部分。ここからのショットは距離や方向が狂いやすい。
OB区域
プレイを許されない場所。ここにボールが落ちると、1打追加されて元の場所から打ち直しとなる。
ウォーターハザード
コースにある池や川。ここにボールが落ちると、1打追加されて特定の場所から次のショットとなる。
立木
ボールが木に当たると跳ね飛ばされる。枝の下を通過させたり木の上を超えれば大丈夫。
100mの木
この木からグリーンまで約100mを示す。
グリーン
オンすると、グリーン画面に切り替わる。
芝目（グリーン画面）
パットされたボールは矢印の方向に流される。
グリーン拡大画面（グリーン画面）
グリーンのピンの位置、芝目は各ホール、各ラウンドごとに変化する。

## コースガイド、標準飛距離
- 本作品で行われるゴルフコースは、全部で18のホールから構成されており、各ホールには規定の打数（パー）が定められている。ボールを打ち出す場所（ティーインググラウンド）からカップまでの距離が、1ホールの距離となっている。各ホールの長さやコースの全長は用途によって多様である。
- 本来のゴルフでは通例として、アメリカの距離単位・ヤードを使用しているが、本作品では国際単位系（SI）およびMKS単位系の距離単位・メートル（m）を使用している。
- 標準飛距離は、使用クラブとその略号、飛距離を表記。

例えば、1番ウッド（ドライバー）は通常「1W」と表わされるが、本作品では「W1」として表記されている。なお、ピッチングウェッジ（PW）、サンドウェッジ（SW）、パター（PT）は通常表記。
| ホール | 距離（m） | 規定打数（パー） |
| ------ | --------- | ---------------- |
| 1      | 341       | 4                |
| 2      | 322       | 4                |
| 3      | 503       | 5                |
| 4      | 161       | 3                |
| 5      | 288       | 4                |
| 6      | 311       | 4                |
| 7      | 487       | 5                |
| 8      | 151       | 3                |
| 9      | 292       | 4                |
| 10     | 242       | 4                |
| 11     | 559       | 5                |
| 12     | 295       | 4                |
| 13     | 353       | 4                |
| 14     | 158       | 3                |
| 15     | 300       | 4                |
| 16     | 338       | 4                |
| 17     | 175       | 3                |
| 18     | 445       | 5                |

| クラブ                  | 略号 | 飛距離（m） |
| ----------------------- | ---- | ----------- |
| 1番ウッド（ドライバー） | W1   | 210 - 252   |
| 2番ウッド（ブラッシー） | W2   | 190 - 228   |
| 3番ウッド（スプーン）   | W3   | 172 - 206   |
| ミッド・マッシー        | I3   | 146 - 175   |
| マッシー・アイアン      | I4   | 136 - 163   |
| マッシー                | I5   | 128 - 154   |
| スペード・マッシー      | I6   | 118 - 142   |
| マッシー・ニブリック    | I7   | 110 - 132   |
| ピッチング・ニブリック  | I8   | 100 - 120   |
| ニブリック              | I9   | 90 - 108    |
| ピッチングウェッジ      | PW   | 54 - 65     |
| サンドウェッジ          | SW   | 38 - 45     |
| パター                  | PT   | 28 - 34     |